# Lionel Robert

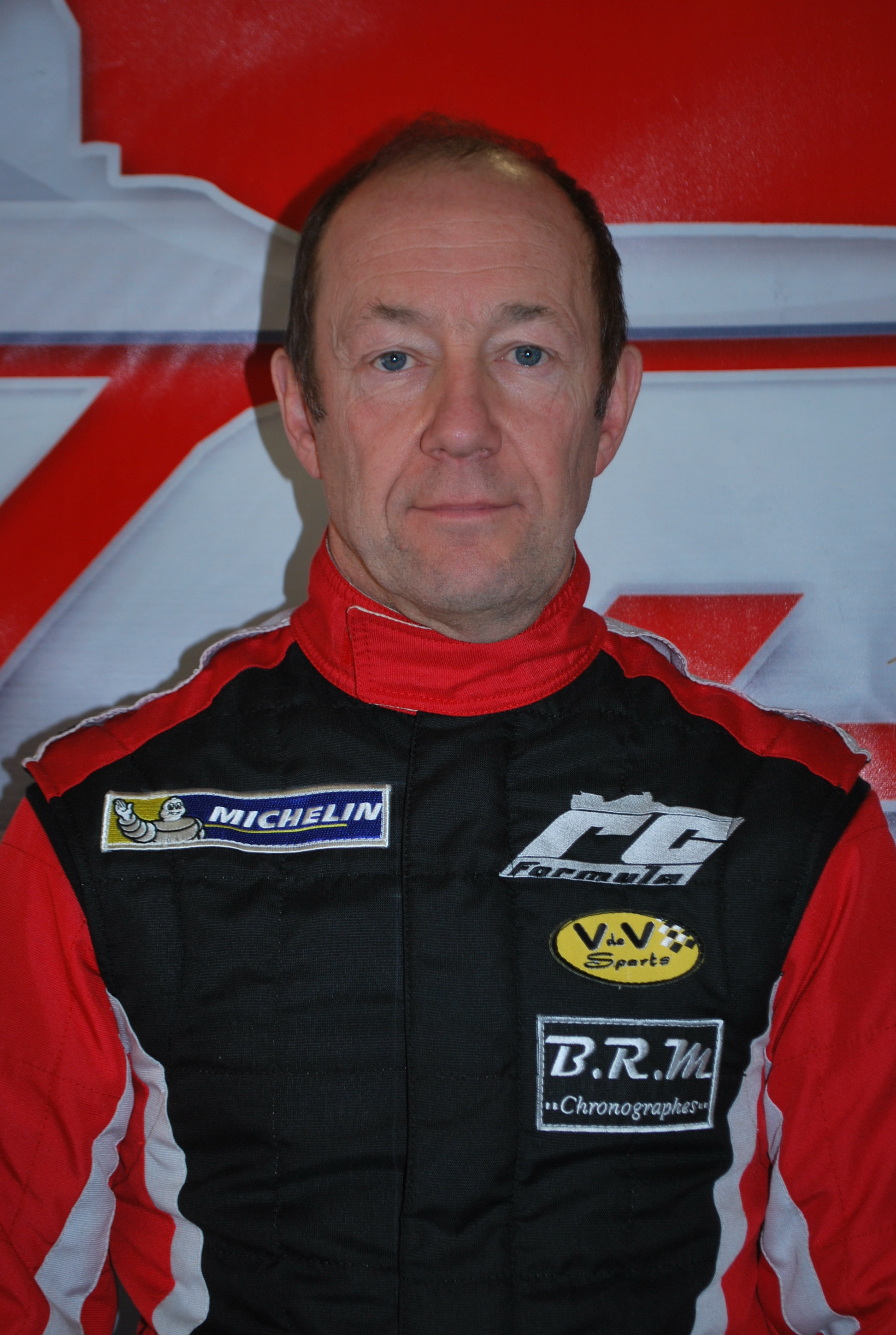
Lionel Robert 2017

Lionel Robert (* 20. April 1962 in Le Mans) ist ein ehemaliger französischer Autorennfahrer.

## Karriere
Robert begann seine Motorsportkarriere in den frühen 1980er-Jahren und kam über diverse Monoposto-Nachwuchsformeln rasch zum Sportwagensport. 1986 gab er für ein britisches Privatteam sein Debüt beim 24-Stunden-Rennen von Le Mans. 1990 wurde er Werksfahrer bei Courage Compétition und für einige Jahre Teampartner des früheren Formel-1-Piloten Pascal Fabre. 1990 erreichte er auch seine beste Platzierung in Le Mans, als er gemeinsam mit Fabre und Michel Trollé Siebter der Gesamtwertung wurde. Insgesamt war Robert zwischen 1986 und 1998 siebenmal in Le Mans am Start.
Zu Beginn der 2000er-Jahre wechselte er in die französische Sportwagenmeisterschaft und fuhr seit 2007 Rennen vor allem in der V-de-V-Sports-Serie.

## Statistik

### Le-Mans-Ergebnisse
| Jahr | Team                  | Fahrzeug      | Teamkollege       | Teamkollege           | Platzierung             | Ausfallgrund    |
| ---- | --------------------- | ------------- | ----------------- | --------------------- | ----------------------- | --------------- |
| 1986 | Richard Cleare Racing | March 85G     | Richard Cleare    | Jack Newsum           | Rang 14 und Klassensieg |                 |
| 1990 | Courage Compétition   | Cougar C24S   | Pascal Fabre      | Michel Trollé         | Rang 7                  |                 |
| 1991 | Courage Compétition   | Cougar C26S   | François Migault  | Jean-Daniel Raulet    | Rang 11                 |                 |
| 1992 | Courage Compétition   | Cougar C28    | Pascal Fabre      | Marco Brand           | Ausfall                 | Unfall          |
| 1993 | Courage Compétition   | Courage C30   | Pascal Fabre      | Derek Bell            | Rang 10                 |                 |
| 1994 | Courage Compètition   | Courage C32LM | Pascal Fabre      | Pierre-Henri Raphanel | Ausfall                 | Motorschaden    |
| 1998 | Didier Bonnet         | Debora LMP2   | Edouard Sezionale | Pierre Bruneau        | Ausfall                 | Getriebeschaden |

### Einzelergebnisse in der Sportwagen-Weltmeisterschaft
| Saison | Team                | Rennwagen   | 1   | 2   | 3   | 4   | 5   | 6   | 7   | 8   | 9   |
| ------ | ------------------- | ----------- | --- | --- | --- | --- | --- | --- | --- | --- | --- |
| 1986   | Cleare Racing       | March 85G   | MON | SIL | LEM | NÜN | BRH | JER | NÜR | SPA | FUJ |
| 1986   | Cleare Racing       | March 85G   |     |     | 14  |     | DNF |     |     |     |     |
| 1990   | Courage Compétition | Cougar C24S | SUZ | MON | SIL | SPA | DIJ | NÜR | DON | MOT | MEX |
| 1990   | Courage Compétition | Cougar C24S | 12  |     |     |     | 10  | 10  |     |     |     |
| 1991   | Courage Compétition | Cougar C26S | SUZ | MON | SIL | LEM | NÜR | MAG | MEX | AUT |     |
| 1991   | Courage Compétition | Cougar C26S |     | 9   |     | 11  | 6   | DNF | 7   |     |     |
| 1992   | Courage Compétition | Cougar C28S | MON | SIL | LEM | DON | SUZ | MAG |     |     |     |
| 1992   | Courage Compétition | Cougar C28S | DNF |     |     |     |     |     |     |     |     |